# تپه قلعه باغچه جوق
تپه قلعه باغچه جوق مربوط به عصر آهن است و در شهرستان کوثر، بخش مرکزی، دهستان سنجبد غربی، روستای باغچه جوق واقع شده و این اثر در تاریخ ۳۰ بهمن ۱۳۸۶ با شمارهٔ ثبت ۲۱۰۵۶ به‌عنوان یکی از آثار ملی ایران به ثبت رسیده است.